# Melanie Prange
Melanie Prange (* 1977) ist eine deutsche Kunsthistorikerin, Museumsdirektorin und Diözesankonservatorin der Diözese Rottenburg-Stuttgart.

## Werdegang
Melanie Prange studierte Kunstgeschichte, Geschichte und Anglistik/Amerikanistik an den Universitäten Stuttgart und Leeds. In Stuttgart wurde sie 2009 mit einer Arbeit zum Konstanzer Domschatz promoviert. Sie arbeitete im Landesmuseum Württemberg, bei den Staatlichen Schlössern und Gärten Baden-Württemberg, der Domschatzkammer in Essen und dem Landesarchiv Baden-Württemberg, bevor sie 2010 wissenschaftliche Mitarbeiterin am Diözesanmuseum Rottenburg wurde. 2013 übernahm sie die Leitung des Museums und wurde Diözesankonservatorin.
Melanie Prange forscht und publiziert insbesondere zu spätmittelalterlicher Skulptur und Tafelmalerei sowie zu sakraler Goldschmiedekunst.

## Veröffentlichungen (Auswahl)
Monografien und Aufsätze
- BEAT(RI)X ABB(ATISS)A ASNIDEN(SIS) DE HOLTHE ME FIERI FECIT. Das von Beatrix von Holte gestiftete Armreliquiar im Essener Domschatz. In: Birgitta Falk, Thomas Schilp, Michael Schlagheck (Hrsg.): ‚… wie das Gold den Augen leuchtet.‘ Schätze aus dem Essener Frauenstift (= Essener Forschungen zum Frauenstift. Band 5). Essen 2007, S. 189–213.
- Der Reliquienaltar des heiligen Adelphus in Neuweiler. In: Klaus Gereon Beuckers (Hrsg.): Die Kirche St. Adelphus in Neuweiler und ihre Ausstattung (= Die Kirchen von Neuweiler im Elsass / Les Églises de Neuwiller-lès-Saverne. Band 2). Köln 2008, S. 112–162.
- Thesaurus ecclesiae Constantiensis. Der mittelalterliche Domschatz von Konstanz. Rekonstruktion eines verlorenen Schatzensembles (= Berichte aus der Kunstgeschichte). Aachen 2012.
- Der Konstanzer Domschatz. Quellentexte zu einem verlorenen Schatzensemble des Mittelalters und der Frühen Neuzeit (= Veröffentlichungen der Kommission für geschichtliche Landeskunde in Baden-Württemberg. Reihe A: Quellen. Band 56). Stuttgart 2012.
- mit Wolfgang Urban (Bearb.): Diözesanmuseum Rottenburg. Gemälde und Skulpturen 1250–1550. Thorbecke, Ostfildern 2012.
- Schätze und Schatzkunst der Benediktiner im Mittelalter. In: Gerfried Sitar (Hrsg.): Macht des Wortes. Benediktinisches Mönchtum im Spiegel Europas. Regensburg 2009, Bd. 1, S. 291–301.
- Transformation und Kontinuität. Die künstlerische Ausstattung der Sülchenkirche vom Spätmittelalter bis in die Gegenwart. In: Herbert Aderbauer, Harald Kiebler (Hrsg.): Die Sülchenkirche bei Rottenburg. Frühmittelalterliche Kirche – alte Pfarrkirche – Friedhofskirche – bischöfliche Grablege. Leutkirch im Allgäu 2018, S. 356–405.
- Generosa domina nostra de Austria. Mechthild von der Pfalz im Spiegel von Stiftungswesen und Kunst. In: Sigrid Hirbodian, Peter Rückert (Hrsg.): Mechthild von der Pfalz. Eine Fürstin und ihre Höfe (= Schriften zur südwestdeutschen Landeskunde. Band 86). Ostfildern 2024, S. 287–309.
- Himmlischer Glanz – Weltliche Strahlkraft. Schatzkunst auf der Reichenau. In: Badisches Landesmuseum (Hrsg.): Welterbe des Mittelalters. 1300 Jahre Kloster Reichenau. Regensburg 2024, S. 248–261.

Herausgeberschaft
- Glaube – Kunst – Hingabe. Johann Baptist Hirscher als Sammler (= Participare. Schriften des Diözesanmuseums Rottenburg. Band 1). Ostfildern 2015.
- Dem Himmel ganz nah. Liturgische Schätze aus dem Kloster Zwiefalten (= Participare. Schriften des Diözesanmuseums Rottenburg. Band 3). Ostfildern 2016.